# Oceanusmozaïek

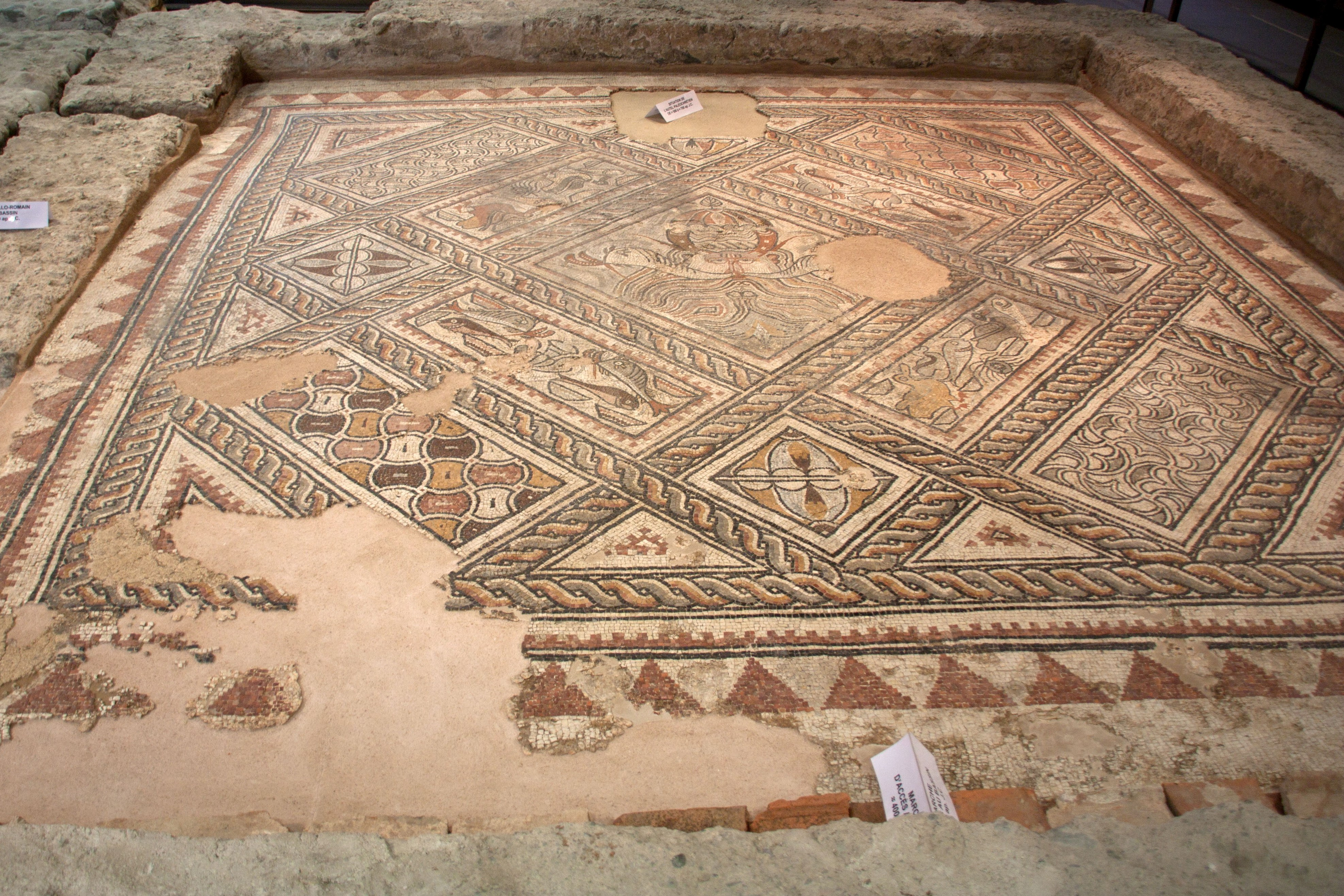
De Oceanusmozaïek

De Oceanusmozaïek is een laat-Romeinse vloermozaïek afkomstig uit de Romeinse villa van Saint-Girons in de Franse gemeente Maubourguet (Hautes-Pyrénées).

## Beschrijving
De mozaïek meet 4,67 op 4,30 meter en heeft een oppervlakte van 20 vierkante meter. Centraal in de mozaïek werd het hoofd van de zeegod Oceanus afgebeeld. De afbeelding is opvallend met een kroon als een sint-jacobsschelp, scharen van een krab op het voorhoofd, twee grote vissen die uit zijn neusgaten komen en een golvende snor en baard. Een gelijkaardige voorstelling van Oceanus werd gevonden op mozaïeken in Tunesië, waaruit blijkt dat de artiest die de mozaïek voor de villa van Saint-Girons maakte, een bestaand model volgde. Rond het centrale paneel zijn eenden en allerlei zeedieren (vissen, dolfijnen en octopussen) afgebeeld.

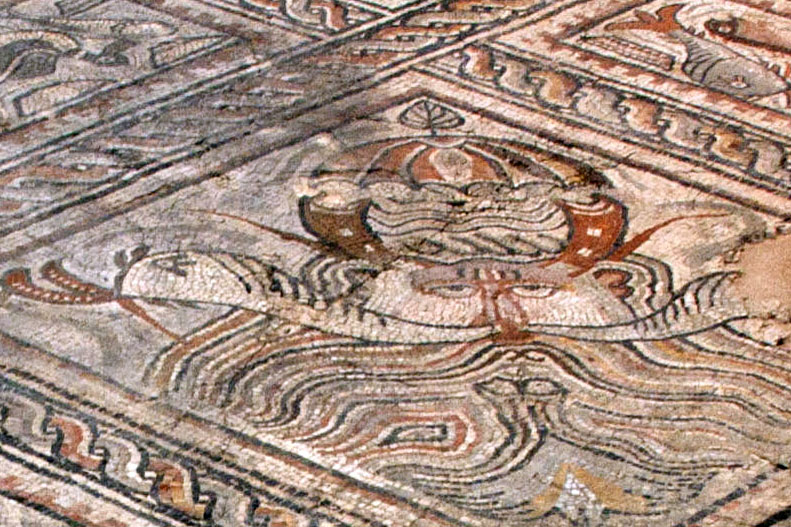
Oceanus
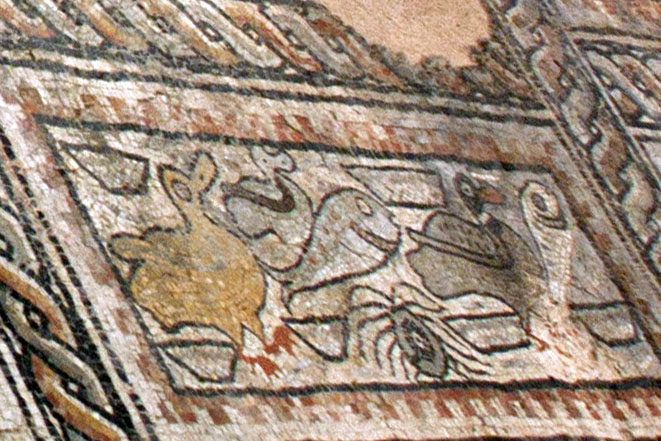
Eenden en zeedieren

## Geschiedenis
De mozaïek werd gemaakt in de late vierde of de vroege vijfde eeuw en bekleedde de bodem van een bassin. Linksboven naast de mozaïek bleef een afwateringskanaal bewaard. De mozaïek bleef bewaard als vloer in een vroegchristelijk oratorium en mausoleum. Ernaast kwam een begraafplaats. In de negende eeuw werd dit een kerk. In de loop van de middeleeuwen verdween de bebouwing.
De mozaïek werd in 1979 ontdekt tijdens graafwerken ten zuiden van het centrum van Maubourguet. Er volgde een archeologisch onderzoek waarbij ook sarcofagen van de vroegchristelijke begraafplaats werden opgegraven. Sinds 2011 wordt de mozaïek bewaard in het archeologisch museum van Maubourguet.